# چارلز همیلتون
چارلز همیلتون (انگلیسی: Charles V. Hamilton؛ زادهٔ ۱۹ اکتبر ۱۹۲۹) یک کارشناس سیاسی و حقوق شهروندی و استاد بازنشسته علوم سیاسی دانشگاه کلمبیا است.